# NGC 3805
NGC 3805 ist eine linsenförmige Galaxie vom Hubble-Typ E-S0 im Sternbild Löwe nördlich der Ekliptik. Sie ist schätzungsweise 294 Millionen Lichtjahre von der Milchstraße entfernt.
Das Objekt wurde am 25. April 1785 vom deutsch-britischen Astronomen Wilhelm Herschel entdeckt.